# Altarmenische Sprache
Altarmenisch (auch klassisches Armenisch oder liturgisches Armenisch) ist die älteste schriftlich bezeugte Form der armenischen Sprache. Auf Armenisch wird es als գրաբար (Grabar in der ostarmenischen bzw. Krapar in der westarmenischen Transliteration), wörtlich „literarische [Sprache]“, bezeichnet. Es wurde Anfang des 5. Jahrhunderts das erste Mal niedergeschrieben und war von da an bis ins 18. Jahrhundert die Schriftsprache der armenischen Literatur. Darüber hinaus fungiert Grabar bis heute als Sakralsprache und ist die offizielle Sprache der armenisch-apostolischen Kirche sowie der armenisch-katholischen Kirche. Allerlei antike Manuskripte, welche ursprünglich auf Altgriechisch, Persisch, Hebräisch, Syrisch bzw. Latein verfasst worden sind, sind heute ausschließlich in altarmenischer Sprache erhalten. Altarmenisch ist außerdem von großer Bedeutung für die Rekonstruktion der indogermanischen Ursprache.

## Phonologie

### Vokale
Das Altarmenische verfügt über sieben Monophthonge: /a/ (ա), /i/ (ի), /ə/ bzw. Schwa (ը), /ɛ/ bzw. offenes e (ե), /e/ bzw. geschlossenes e (է), /o/ (ո), und /u/ (ու) (meist transkribiert als a, i, ə, e, ē, o, und u oder ow). Der Vokal /u/ wird mit den armenischen Buchstaben für ow (ու) geschrieben.
|                 | vorne   | zentral | hinten   |
| --------------- | ------- | ------- | -------- |
| geschlossen     | /i/ (ի) |         | /u/ (ու) |
| halbgeschlossen | /e/ (է) |         | /o/ (ո)  |
| mittel          |         | /ə/ (ը) |          |
| halboffen       | /ɛ/ (ե) |         |          |
| offen           | /a/ (ա) |         |          |

Das Altarmenische kennt des Weiteren sechs Diphthonge: aj (այ), aw (աւ, später օ), ea (եա), ew (եւ), iw (իւ), oy (ոյ)

### Konsonanten
|               |                    | Labiale | Alveolare   | Palatale | Velare / Uvulare | Glottale |
| ------------- | ------------------ | ------- | ----------- | -------- | ---------------- | -------- |
| Nasale        | Nasale             | /m/ մ   | /n/ ն       |          |                  |          |
| Plosive       | stimmhaft          | /b/ բ   | /d/ դ       |          | /ɡ/ գ            |          |
| Plosive       | stimmlos           | /p/ պ   | /t/ տ       |          | /k/ կ            |          |
| Plosive       | stimmlos aspiriert | /pʰ/ փ  | /tʰ/ թ      |          | /kʰ/ ք           |          |
| Affrikate     | stimmhaft          |         | /dz/ ձ      | /dʒ/ ջ   |                  |          |
| Affrikate     | stimmlos           |         | /ts/ ծ      | /tʃ/ ճ   |                  |          |
| Affrikate     | stimmlos aspiriert |         | /tsʰ/ ց     | /tʃʰ/ չ  |                  |          |
| Frikative     | stimmhaft          | /v/ վ   | /z/ զ       | /ʒ/ ժ    |                  |          |
| Frikative     | stimmlos           | /f/ ֆ*  | /s/ ս       | /ʃ/ շ    | /χ/ խ            | /h/ հ    |
| Approximanten | lateral            |         | /l/ լ /ɫ/ ղ |          |                  |          |
| Approximanten | zentral            |         | /ɹ/ ր       | /j/ յ    |                  |          |
| Vibranten     | Vibranten          |         | /r/ ռ       |          |                  |          |

* Der Buchstabe ֆ (/f/) war ursprünglich nicht Teil des armenischen Alphabets und wurde erst im Mittelalter für die Schreibung von Lehnwörtern eingeführt.